# Zsófia Gubacsi
Zsofia Gubacsi (née le 6 avril 1981 à Budapest) est une joueuse de tennis hongroise, professionnelle d'avril 1999 à septembre 2007.
En 2001, issue des qualifications, elle a joué le 3e tour à Roland Garros (battue par Serena Williams), sa meilleure performance en simple dans une épreuve du Grand Chelem.
Pendant sa carrière, elle a remporté deux titres sur le circuit WTA (un en simple, un en double dames).

## Palmarès

### Titre en simple dames
| No | Date       | Nom et lieu du tournoi                | Catégorie | Dotation  | Surface      | Finaliste           | Score          |          |
| -- | ---------- | ------------------------------------- | --------- | --------- | ------------ | ------------------- | -------------- | -------- |
| 1  | 23/07/2001 | GP Princesse Lalla Meryem, Casablanca | Tier V    | 110 000 $ | Terre (ext.) | Maria Elena Camerin | 1-6, 6-3, 7-65 | Parcours |

### Finale en simple dames
Aucune

### Titre en double dames
| No | Date       | Nom et lieu du tournoi | Catégorie | Dotation  | Surface      | Partenaire   | Finalistes                         | Score    |          |
| -- | ---------- | ---------------------- | --------- | --------- | ------------ | ------------ | ---------------------------------- | -------- | -------- |
| 1  | 08/04/2002 | Estoril Open Estoril   | Tier IV   | 140 000 $ | Terre (ext.) | Elena Bovina | Barbara Rittner María Vento-Kabchi | 6-3, 6-1 | Parcours |

### Finales en double dames
| No | Date       | Nom et lieu du tournoi | Catégorie | Dotation  | Surface      | Vainqueures                      | Partenaire    | Score         |          |
| -- | ---------- | ---------------------- | --------- | --------- | ------------ | -------------------------------- | ------------- | ------------- | -------- |
| 1  | 16/04/2001 | Colorotex GP Budapest  | Tier V    | 110 000 $ | Terre (ext.) | Tathiana Garbin Janette Husárová | Dragana Zarić | 6-1, 6-3      | Parcours |
| 2  | 15/04/2002 | Budapest Open Budapest | Tier V    | 110 000 $ | Terre (ext.) | Catherine Barclay Émilie Loit    | Elena Bovina  | 4-6, 6-3, 6-3 | Parcours |

## Parcours en Grand Chelem

### En simple dames
| Année | Open d'Australie | Open d'Australie | Internationaux de France | Internationaux de France | Wimbledon       | Wimbledon      | US Open         | US Open        |
| ----- | ---------------- | ---------------- | ------------------------ | ------------------------ | --------------- | -------------- | --------------- | -------------- |
| 2001  | -                | -                | 3e tour (1/16)           | Serena Williams          | -               | -              | 1er tour (1/64) | Miriam Oremans |
| 2002  | 1er tour (1/64)  | Nicole Pratt     | 1er tour (1/64)          | Samantha Reeves          | 1er tour (1/64) | Amanda Coetzer | 1er tour (1/64) | Monica Seles   |
| 2005  | 1er tour (1/64)  | Lindsay Lee      | -                        | -                        | -               | -              | -               | -              |

À droite du résultat, l’ultime adversaire.

### En double dames
| Année | Open d'Australie              | Open d'Australie           | Internationaux de France  | Internationaux de France | Wimbledon                 | Wimbledon        | US Open                   | US Open                |
| ----- | ----------------------------- | -------------------------- | ------------------------- | ------------------------ | ------------------------- | ---------------- | ------------------------- | ---------------------- |
| 2003  | 3e tour (1/8) C. Granados     | E. Gagliardi Petra Mandula | -                         | -                        | -                         | -                | -                         | -                      |
| 2004  | 2e tour (1/16) Caroline Vis   | M. Maleeva C. Martínez     | 1er tour (1/32) Kyra Nagy | T. Garbin S. Reeves      | 1er tour (1/32) Kyra Nagy | Yan Zi Zheng Jie | 1er tour (1/32) Kyra Nagy | Åsa Svensson Meilen Tu |
| 2005  | 1er tour (1/32) Petra Mandula | T. Musgrave C. Wheeler     | -                         | -                        | -                         | -                | -                         | -                      |

Sous le résultat, la partenaire ; à droite, l’ultime équipe adverse.

### En double mixte
N'a jamais participé à un tableau final.

## Parcours en Fed Cup
| #                                                               | Date       | Lieu                       | Surface      | Gagnante(s)                    | Perdante(s)                 | Score         |          |
|                                                                 |            |                            |              |                                |                             |               |          |
| 2001 - Barrage (groupe mondial I) - Hongrie - Israël - 3 : 0    |            |                            |              |                                |                             |               |          |
| 1                                                               | 21/07/2001 |                            | Terre (ext.) | Zsofia Gubacsi                 | Cheli Bargil                | Non joué      | Parcours |
| 1                                                               | 21/07/2001 | Tzipora Obziler Hila Rosen | Terre (ext.) | Zsofia Gubacsi Anikó Kapros    | Non joué                    |               | Parcours |
|                                                                 |            |                            |              |                                |                             |               |          |
| 2002 - 1er tour (groupe mondial) - Espagne - Hongrie - 4 : 1    |            |                            |              |                                |                             |               |          |
| 2                                                               | 27/04/2002 | Almería                    | Terre (ext.) | Zsofia Gubacsi                 | Angeles Montolio            | 6-3, 3-6, 6-2 | Parcours |
| 2                                                               | 27/04/2002 | Almería                    | Terre (ext.) | Arantxa Sánchez                | Zsofia Gubacsi              | 6-0, 6-2      | Parcours |
| 2                                                               | 27/04/2002 | Almería                    | Terre (ext.) | Virginia Ruano Arantxa Sánchez | Zsofia Gubacsi Anikó Kapros | 7-5, 6-2      | Parcours |
|                                                                 |            |                            |              |                                |                             |               |          |
| 2002 - Barrage (groupe mondial I) - Hongrie - Argentine - 0 : 5 |            |                            |              |                                |                             |               |          |
| 3                                                               | 20/07/2002 | Budapest                   | Terre (ext.) | Clarisa Fernández              | Zsofia Gubacsi              | 4-6, 7-5, 6-1 | Parcours |
| 3                                                               | 20/07/2002 | Budapest                   | Terre (ext.) | Mariana Díaz-Oliva             | Zsofia Gubacsi              | 4-6, 7-5, 6-3 | Parcours |

## Classements WTA en fin de saison

### En simple
| Année | 1997 | 1998 | 1999 | 2000 | 2001 | 2002 | 2003 | 2004 | 2005 | 2006 | 2007 |
| Rang  | 574  | 373  | 221  | 186  | 103  | 122  | 199  | 201  | 212  | 185  | 341  |

Source : (en) « Classements de Zsófia Gubacsi », sur le site officiel du WTA Tour

### En double
| Année | 1998 | 1999 | 2000 | 2001 | 2002 | 2003 | 2004 | 2005 | 2006 | 2007 |
| Rang  | 344  | 211  | 195  | 206  | 117  | 125  | 160  | 162  | 255  | 717  |

Source : (en) « Classements de Zsófia Gubacsi », sur le site officiel du WTA Tour